# اثر مارانگونی
اثر مارانگونی(به انگلیسی: Marangoni effect) (که با نام اثر گیبس-مارانگونی نیز شناخته می‌شود) به پدیده انتقال جرمی گفته می‌شود که در طول فصل مشترک دو سیال (یا فازهای متفاوت یک محلول) به سبب وجود گرادیان کشش سطحی میان آن دو رخ می‌دهد. هنگامی که اختلاف دما وجود دارد، از این پدیده با نام همرفت حرارتی-مویینگی نیز یاد می‌شود. (همچنین به این پدیده جابه‌جایی بنارد-مارانگونی نیز گفته می‌شود) این پدیده به شدت سرعت انتقال جرم میان دو فاز را افزایش می‌دهد.

## تاریخچه
جیمز تامسون مهندس و فیزیک‌دان اسکاتلندی و برادر لرد کلوین در سال ۱۸۵۵ برای نخستین بار متوجه این پدیده شد. وی مشاهده کرد که در جام شراب، میان آب و الکل تشکیل‌دهنده شراب، نوعی از هم‌گسیختگی وجود دارد.

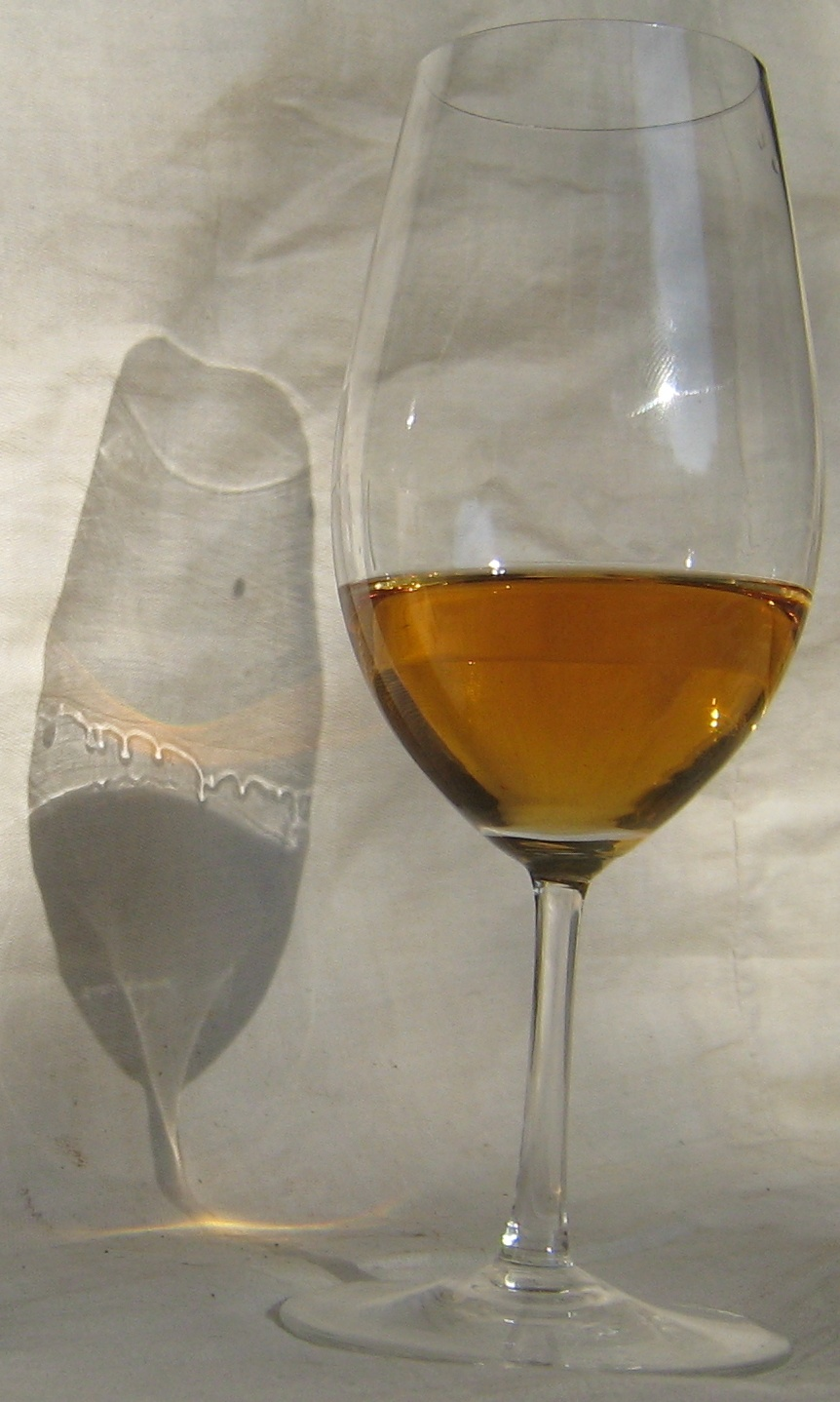
پدیده از هم گسیختگی میان الکل و آب در شراب محتوی ۱۳٫۵٪ الکل که در سایه افتاده پشت جام به خوبی نمایان شده‌است.

بعد از او فیزیک‌دان ایتالیایی کارلو مارانگونی توانست با بحث‌های علمی این پدیده را معرفی و جزئیات این پدیده را ذیل رساله دکتری خود در دانشگاه پاویا در سال ۱۸۶۵ منتشر کند. بعد از مارانگونی، جوسایا ویلارد گیبس بحث جامع تئوری این موضوع را به عنوان زیرشاخه‌ای از مبحث تعادل مواد ناهمگن در سال‌های ۱۸۷۵ تا ۱۸۷۸ مطرح کرد.

## سازوکار
به هنگام پخش شدن یک مایع بر روی مایع یا سطح دیگر، هرچه کشش سطحی مایع پخش‌شونده بیشتر باشد، پخش شدن با انسجام و گستردگی بیشتری رخ می‌دهد. بر همین اساس هنگامی که یک مایع با کشش سطحی بالا روی سطحی آغشته به مایعی با کشش سطحی پایین پخش می‌شود، به‌طور طبیعی به جهت پدید آمدن گرادیان کشش سطحی در فصل مشترک دو مایع پس رانده می‌شود. گرادیان کشش سطحی می‌تواند بر اثر گرادیان غلظت یا گرادیان دما به وجود آید. (کشش سطحی در حالت کلی تابعیت دمایی دارد)
به عنوان مثال، در مشروبات الکلی چنین پدیده‌ای قابل مشاهده است و همان‌طور که در تصویر نیز نمایش داده شده‌است، از آن با نام از هم گسیختگی یاد می‌شود. این پدیده پیامد این واقعیت است که الکل نسبت به آب کشش سطحی پایین‌تری دارد. اگر اختلاط الکل و آب به شکل غیرهمگنی صورت گرفته باشد، در ناحیه‌ای با غلظت کمتر الکل (که دارای کشش سطحی بیشتر است) نسبت به ناحیه‌ای با غلظت بیشتر الکل (که دارای کشش سطحی کمتر است)، مخلوط روی سطح سیال زیرین با قدرت و انسجام بیشتری به حرکت در می‌آید. در نتیجه سیال تمایل دارد که در نواحی غنی‌تر از الکل به سوی کناره‌ها بگریزد تا به نوعی گرادیان کشش سطحی به وجود آمده را جبران کند. همچنین این پدیده به هنگام ریختن لایه‌ای نازک از آب روی سطحی صاف نیز قابل مشاهده است. اگر در این هنگام قطره‌ای الکل روی این لایه آب ریخته شود، لایه آب به سرعت به عقب رانده می‌شود.
در بررسی‌های کمی چنین پدیده‌هایی، عدد مارانگونی برای مقایسه اثرات کشش سطحی نسبت به نیروهای وابسته به ویسکوزیته به کار می‌رود.
روابط بسیار دقیق و دارای جزئیات ریاضیاتی در مورد این پدیده، بر اساس دیدگاه‌های معادلاتی ناویر-استوکس و معادلات ترمودینامیکی در میان آثار سابراهمانین چاندراسکار در حوزه‌های هیدرودینامیکی و پایداری هیدرومغناطیسی یافت می‌شود. این آثار برای نخستین بار در سال ۱۹۶۱ توسط انتشارات آکسفورد و در بازنشر آن در سال ۱۹۸۱ توسط انتشارات دوور به چاپ رسیده‌است.

## اهمیت و جایگاه در میان سایر پدیده‌های انتقال
در شرایط روی کره زمین که نیروی گرانش آثار اساسی دارد و نیروی محرکه اختلاف چگالی و متعاقب آن جریان جابه‌جایی طبیعی بر اثر گرادیان دمایی در میان فصل مشترک‌های سیال/سیال پدیده‌ای رایج و متداول است، اثر مارانگونی چندان به چشم نمی‌آید. بسیاری از آزمایش‌های نوین و به خصوص آزمایش‌های اخیر آژانس فضایی اروپا (Maser 1-3)، در شرایط بی‌وزنی اجسام، شلیک راکت‌های تحقیقاتی برای مشاهده اثر مارانگونی بدون حضور میدان گرانشی انجام گرفته‌است.
اثر مارانگونی بر نرخ انتقال حرارت هنگامی که در سیال، قطرات و حباب‌های گازی وجود دارد، عاملی تأثیرگذار است. (رجوع شود به بحث جوشش هسته‌ای موضعی) هرچند به‌طور عمده در کاربردهای عملی این اثرات نادیده گرفته می‌شود ولی این موضوع هم‌اکنون یکی از زمینه‌های تحقیقاتی در حال پیش‌رفت است؛ چراکه عقبه علمی و بنیادین این اثر اهمیت فراوانی برای فهم رژیم‌ها و سازوکارهای مختلف فرایند جوشش در مبحث انتقال حرارت دارد.

## مثال‌ها و کاربردها
مثالی ملموس از این پدیده، تشکیل لایه‌های نازک صابون است؛ اثر مارانگونی باعث تثبیت لایه‌های صابون می‌شود. مثالی دیگر از اثر مارانگونی را در انتقال حرارت جابه‌جایی در مبحث سلول‌های بنارد می‌توان یافت.
یکی از کاربردهای مهم اثر مارانگونی در خشک کردن قرص‌های سیلیکونی در قطعات الکترونیکی است؛ چراکه قرص‌های سیلیکونی بعد از فرایند تولید تراشه‌ها یا مدارهای مجتمع خیس می‌شوند. مواضع تر موجود در قرص‌ها در صورت خشک نشدن می‌تواند باعث اکسید شدن و آسیب رساندن به قطعه شود. برای جلوگیری از این موضوع، بخارات الکل یا ماده آلی دیگری به حالت گاز، بخار یا ایروسل از طریق مجرایی روی سطوح قرص‌ها دمیده می‌شود. در نتیجه به هنگام هجوم قطرات در حین شکل‌گیری قرص‌های سیلیکونی، به علت اثر مارانگونی قطرات از نواحی آغشته به ماده آلی می‌گریزند و قرص‌هایی با سطوح خشک در آخر باقی خواهد ماند.
همچنین اثر مارانگونی نقش مهمی در مباحث جوشکاری، تولید کریستال‌ها و تولید پرتوهای الکترونی حاصل از ذوب شدن فلزات دارد.